# Urbano Rivera
Urbano Rivera (Montevideo, 1926. április 1. – 2002. július), uruguayi válogatott labdarúgó.
Az uruguayi válogatott tagjaként részt vett az 1953-as Dél-amerikai bajnokságon és az 1954-es világbajnokságon.

## Sikerei, díjai
Uruguay
- Dél-amerikai bronzérmes (1): 1953

## Külső hivatkozások
- Urbano Rivera – a FIFA adatbázisában
- Urbano Rivera a National-football-teams.com oldalon